# أطفال احتياليون
الأطفال الاحتياليون عبارة عن ذُرية احتيالية. وتظهر تلك الذُرية عندما تكون هناك ضرورة لتواجد وريث، وبالتالي، يمكن الحصول على طفل متبنى واعتباره طفلاً أصليًا.
وقد شاعت تلك المشكلة في الفترات الكلاسيكية حيث كان يوجد تجار يعملون في مجال الأطفال الاحتياليين، حيث كانوا يقومون بتوفير هؤلاء الأطفال مقابل رسوم. وقد تم إصدار القوانين التي تمنع ذلك، وربما كان يتم بيع أولئك الذين يتم اكتشاف أنهم أطفال غير شرعيين كعبيد.